# Johann Gottlieb Karl Spazier
Johann Gottlieb Karl Spazier, född den 20 april 1761 i Berlin, död den 19 januari 1805 i Leipzig, var en tysk musikskriftställare.
Spazier förestod till en början en borgarskola i Berlin och var redaktör av en musiktidning. Han utnämndes till professor i Giessen, men tillträdde aldrig tjänsten, och var furstligt hovråd i Neuwied. Mot slutet av sitt liv redigerade han i Leipzig Zeitung für die elegante Welt. Spazier gjorde sig känd genom uppsatser i Leipziger allgemeine musikalische Zeitung. Han översatte Meisters latinska avhandling över de gamles vattenorgel, och Grétrys Essais sur la musique, utgav Dittersdorfs självbiografi samt egna en- och flerstämmiga sånger.